# Всеобщие выборы в Сальвадоре (1931)
Всеобщие выборы в Сальвадоре проходили 11 и 13 января 1931 года, на которых избирались президент и парламент. Президентом был избран Артуро Араухо, кандидат от коалиции Лейбористской и Национальной республиканской партий.

## Контекст
На предыдущих президентских выборах президенты выбирали своих преемников, что позволяло олигархии контролировать национальную политику. Однако, Пио Ромеро Боске не смог назначить себе преемника, что привело к большому разнообразия кандидатов.
В результате Араухо получил наибольшее количество голосов, но не набрал большинства. Однако, в новой Законодательной ассамблее большинство оказалось у сторонников Араухо и. когда Ассамблея собралась 12 февраля, позволила ему занять президентский пост. Хотя Араухо был землевладельцем с прогрессивными взглядами, ситуация в стране осложнялась крупными рабочими и студенческими забастовками. Было введено военное положение и военные, недовольные невыплатами жалованья и поддержанные олигархами, которые не доверяли Араухо, уже через 9 месяцев свергли президента.

## Результаты

### Президентские выборы
| Кандидат                           | Партия                                                              | Голоса  | %     |
| ---------------------------------- | ------------------------------------------------------------------- | ------- | ----- |
| Артуро Араухо                      | Лейбористская партия Сальвадора/Национальная республиканская партия | 106 777 | 46,65 |
| Альберто Гомес Зарате              | Заратистская партия                                                 | 64 280  | 28,09 |
| Энрико Кордова                     | Партия национального развития                                       | 34 499  | 15,07 |
| Антонио Кларамаунт Люцеро          | Прогрессивная братская партия                                       | 18 399  | 8,04  |
| Мигель Томас Молина                | Конституционная партия                                              | 4 911   | 2,15  |
| Недействительных/пустых бюллетеней |                                                                     |         |       |
| Всего                              | Всего                                                               | 228 866 | 100   |
| Источник: Nohlen                   |                                                                     |         |       |